# Люк, Тереза
Тереза Энн Люк (англ. Theresa Anne Luke; род. 20 февраля 1967, Ванкувер, Британская Колумбия) — канадская гребчиха, выступавшая за сборную Канады по академической гребле в 1990-х годах. Серебряная и бронзовая призёрка летних Олимпийских игр, чемпионка мира, победительница и призёрка многих регат национального значения.

## Биография
Тереза Люк родилась 20 февраля 1967 года в городе Ванкувер, провинция Британская Колумбия, Канада.
Заниматься греблей начала во время учёбы в Университете Саймона Фрейзера, где её спортивный талант заметил известный в прошлом гребец Ричард Макклюр. Позже проходила подготовку в Бернаби в местном гребном клубе Burnaby Lake Rowing Club.
Дебютировала на взрослом международном уровне в сезоне 1994 года, когда вошла в основной состав канадской национальной сборной и в распашных рулевых восьмёрках выступила на чемпионате мира в Индианаполисе, где, тем не менее, сумела квалифицироваться лишь в утешительный финал B и расположилась в итоговом протоколе соревнований на седьмой строке.
В 1995 году на мировом первенстве в Тампере финишировала в восьмёрках пятой.
Благодаря череде удачных выступлений удостоилась права защищать честь страны на летних Олимпийских играх 1996 года в Атланте. В составе экипажа, куда также вошли гребчихи Тоша Тсанг, Анна ван дер Камп, Джессика Монро, Эмма Робинсон, Мария Мондер, Хизер Макдермид, Элисон Корн и рулевая Лесли Томпсон, показала второй результат в восьмёрках, уступив более четырёх секунд команде из Румынии — тем самым завоевала серебряную олимпийскую медаль.
После атлантской Олимпиады Люк осталась в составе гребной команды Канады на ещё один олимпийский цикл и продолжила принимать участие в крупнейших международных регатах. Так, в 1997 году на чемпионате мира в Эгбелете она заняла шестое место в программе парных четвёрок.
В 1998 году на мировом первенстве в Кёльне смогла отобраться только в утешительный финал B.
В 1999 году в безрульных двойках одержала победу на этапах Кубка мира в Вене и Люцерне, тогда как на домашнем чемпионате мира в Сент-Катаринсе получила бронзу в восьмёрках и была лучшей в безрульных двойках.
Находясь в числе лидеров канадской национальной сборной, благополучно прошла отбор на Олимпийские игры 2000 года в Сиднее. Совместно с такими гребчихами как Баффи Александер, Хизер Дэвис, Элисон Корн, Хизер Макдермид, Эмма Робинсон, Ларисса Бизенталь, Дорота Урбаняк и Лесли Томпсон показала третий результат в восьмёрках, финишировав позади экипажей из Румынии и Нидерландов — таким образом добавила в послужной список бронзовую олимпийскую награду. Кроме того, в паре с Эммой Робинсон была близка к попаданию в число призёров в парных двойках — в главном финале пришла к финишу четвёртой.
Сразу по окончании этих соревнований Тереза Люк приняла решение завершить спортивную карьеру. Впоследствии работала учителем и тренером в Виктории.